# Trichoniscus serboorientalis
Trichoniscus serboorientalis är en kräftdjursart som beskrevs av Pljakic 1977. Trichoniscus serboorientalis ingår i släktet Trichoniscus och familjen Trichoniscidae. Inga underarter finns listade i Catalogue of Life.